# تورسیا
تورسیا (به اسپانیایی: Turcia) یکی از دهستان‌های اسپانیا است که در استان لئون، اسپانیا واقع شده‌است.

## خصوصیات
تورسیا ۳۱ کیلومترمربع مساحت و ۱٬۲۱۶ نفر جمعیت دارد.